# Mallada flavimaculus
Mallada flavimaculus är en insektsart som beskrevs av C.-k. Yang och X.-k. Yang 1991. Mallada flavimaculus ingår i släktet Mallada och familjen guldögonsländor. Inga underarter finns listade i Catalogue of Life.